# Kari Wahlgren
Kari Wahlgren (n. 13 iulie 1977, Hoisington⁠(d), Kansas, SUA) este o actriță de voce americană care a oferit dublarea vocilor în limba engleză pentru peste o sută de animații, anime și jocuri video. Ea a început în anime cu voci ca Haruko Haruhara în FLCL și mai târziu va ateriza pe roluri importante într-o serie de spectacole și filme: Robin Sena în Witch Hunter Robin, Lavie Head în ultimul exil, Fuu în Samurai Champloo, Scarlett în Steamboy, Pacifica Casull în Prințul răsturnat, Saya Otonashi în Blood +, Kagami Hiiragi în Lucky Star, Sabre în soartă / Ziua zero și soarta: Blade Works nelimitat și Celty Sturluson în Durarara! serie.
În animația americană, ea a oferit voci pentru mai multe serii, inclusiv Super Robot Monkey Team Hyperforce Go!, Câini de pescuit, Phineas și Ferb, Ben 10, Kung Fu Panda: Legende ale minunatelor, Winx Club, Kaijudo: Rise of the Duel Masters, Rick și Morty, Draculaș, vampirul iepuraș, Toți părinții, Bunsen este o fiară și Dorothy și Wizard din Oz. În jocurile video, ea și-a exprimat personajele de tip Ashe în Final Fantasy XII și Shelke în Dirge of Cerberus: Final Fantasy VII.

## Timp de viață și carieră
Wahlgren sa născut și a crescut în Hoisington, Kansas .  Ea a fost inspirată ca un copil de Printesa Disney și alte voci în animație.    Părinții ei au fost profesori, care au încurajat-o să susțină organizațiile de caritate și organizații care promovează lectura și educația mai târziu în cariera sa. La a unsprezecea zi de naștere, când ea și familia ei au fost în California și au vizitat clădirea pentru Focus on the Family , ea a fost rugată să facă un rol mic în drama lor de radio Aventuri în Odiseea , ca un personaj de unsprezece ani, numit Gloria McCoy. 
Wahlgren a absolvit Universitatea din Kansas cu o diplomă de licență în teatru în 1999. Locuia în Kansas City, Missouri, unde a făcut câteva spoturi radio, apoi sa mutat la Los Angeles în 2000 pentru a lucra la cariera ei de actorie . Într-un interviu acordat de Lawrence Journal-World , ea a spus că nu a primit multă muncă în camera, așa că și-a schimbat energiile spre munca de voce și că experiența ei în dialogul cu clasele Shakespeare a contribuit foarte mult la rolurile de aterizare implicate diverse personaje, dintre care unele au accente sau au fost din anumite perioade de timp. 

## Voce-over cariera

### Anime voices-overs
Wahlgren a jucat rolul de anime Haruko Haruhara într-o serie de șase episoade OVA numită FLCL . Într-un interviu cu Anime Tourist , ea a spus că Haruko a fost singurul personaj pe care la primit la audiție. Ea a reprezentat-o cât mai apropiată de dubul original, dar cu o interpretare americană care a apelat la audiență  și, în funcție de modul în care a fost desenată, și-a schimbat gama de voci de la desene animate și de la copii la realiste.  Într-o revizuire ulterioară a seriei, Bryce Coulter de la Mania.com a fost impresionată de munca ei de caractere: „ea îi dă lui Haruko cu siguranță o personă de douăzeci și ceva, sarcastică și aproape punkish”.  În 2018, a fost anunțat că va fi exprimată în noile sezoane FLCL, inclusiv în calitate de Haruha Raharu în FLCL: Haruko progresivă și reluată în FLCL: Alternativă .  
Următorul rol important al lui Wahlgren a fost în rolul Witch Hunter Robin , unde a interpretat personajul titular Robin Sena , o fată cu voce bună, care se alătură unui grup de vânători de vrăjitoare, dar are niște abilități magice proprii. Zac Bertschy de la Anime News Network a declarat că a fost „plăcută, subtilă și perfectă pentru rol” și a dorit ca distribuția de voce să demonstreze astfel de subtilități.  A exprimat rolul principal Lavie Head în seria de fantezie steampunk Ultima Exilă . Allen Divers din Rețeaua de știri Anime a grupat-o cu „numele mai bine cunoscut al scenei care acționează cu voce din California”.  A exprimat caracterul de titlu Sakura Kinomoto în Bang Zoom! Dubrarea filmului Cardcaptor Sakura Movie 2: Cardul sigilat , pe care Divers lăuda că „actorii de voce au făcut o treabă excelentă de potrivire a emoțiilor originale ale vocii japoneze, inclusiv expresia comercială a lui Sakura: Hoe!”, ceva care lipsea în adaptările anterioare în limba engleză.   În opera de acțiune live, ea a jucat ca Tinkerbell într-o indie Peter Pan film de predare numit Neverland , lansat în 2003. Personajul ei a fost descris ca un „sullen sidekick” și „drogat-out”.  
În 2004, ea a jucat un rol principal în filmul animat Steamboy , printre actori Anna Paquin , Patrick Stewart și Alfred Molina . A jucat-o pe Scarlett, nepoata adolescentă a președintelui corporației, descrisă ca fiind răsfățată și crudă și, în general, enervantă.    Peter Sanderson de la IGN la numit pe Scarlett, unul dintre cele mai inovatoare personaje pe care le-a întâlnit vreodată, și nu se poate ridica la echivalentul ei de film .  A exprimat-o pe Chika Minazuki în Ai Yori Aoshi , un personaj mic de văr. Way Jeng of Mania.com a descris performanța ei ca fiind energică, dar inocentă și simplă, dar în contrast cu vocea lui Wendee Lee a lui Tina Foster .  În 2005, ea a exprimat personajul principal de sex feminin Fuu Kasumi în Samurai Champloo . Carlo Santos de la Anime News Network a crezut că personajele au sunat „bine adaptate personalităților lor”, dar a fost îngrijorat de faptul că Fuu „intră în obișnuința de a suna ca orice altă fată anime ditzy acolo”.  Prin Princess Scrapped , ea vocea personajului de titlu Pacifica Casull , care este vânată din cauza unei profeții în care ea ar cauza distrugerea lumii dacă trăiește pentru a vedea ziua ei de 16 ani. Theron Martin a chemat-o să acționeze cu privire la „zgomotul și senzația profundă a pacii”, deși este diferit de omologul său japonez, deoarece „îi lipsește unii” și ia ceva timp să se obișnuiască. 

### Redarea jocurilor video
Wahlgren a fost implicat într-o serie de jocuri video.  Primul ei rol vocal în jocurile video a fost în Buffy Vampire Slayer: Chaos Bleeds unde a jucat Willow Rosenberg .  În jocul video James Bond din Rusia cu dragoste , lansat în 2005, ea a exprimat o fată a lui Bond care a fost asociată cu vocea originală a lui Sean Connery .  În 2006, a aterizat roluri principale ale lui Ashe în Final Fantasy XII și Shelke în Dirge of Cerberus - Final Fantasy VII . Într-un interviu realizat de UFFSite și RPGSite, ea povestește cum a primit notificarea rolurilor în două zile consecutive și a spus că franciza a fost ca „un grai sfânt al jocurilor video”. A interpretat-o pe Ashe cu un ton regal, după ce regizorul ia încurajat-o să urmeze o clasă în care făcea Shakespeare. Ea descrie caracterul ei ca o persoană pe care o fată ar privi până ca „inteligentă, diplomatică și poate să-și lovească fundul și să arate bine să o facă”. În schimb, Shelkie a fost dorit să fie portretizată ca foarte rece și fără emoție, pe care ea o descrie drept „rece, dar simpatic”.   În 2007, ea și-a exprimat caracterul de titlu jucat în strategia-RPG Jeanne d'Arc . 

### Votările de animație
Implicarea lui Wahlgren în animația voce-over a decolat în 2004, când a fost distribuită într-un rol principal în spectacolul super-erou de acțiune Disney / Jetix Super Robot Monkey Team Hyperforce Go! unde a exprimat-o pe Nova .  Spectacolul a avut loc în patru sezoane între 2004 și 2006. De asemenea, ea va prelua roluri recidivante, cum ar fi Samantha Paine aka Magness în A.T.O.M. (Alpha Teens On Machines)  și Charmcaster în Ben 10 , acesta din urmă revenind în continuare și legate de jocuri video.  În 2007, ea și-a exprimat prietena lui Tak, Jeera, în grafica de calculator a lui Nickelodeon, seria animată Tak și puterea lui Juju .  Ea a exprimat Suzy Johnson în serialul de succes al lui Disney, Phineas și Ferb , și a participat la cel de-al doilea sezon al comediei animate Lil 'Bush, unde a exprimat-o pe Lil' Hillary și Lil 'Condi . 
Wahlgren a devenit membru regulat pentru piesa Fish Hooks , care a avut premiera în 2010, unde a exprimat Shellsea și multe personaje de sprijin și de oaspeți.  A aterizat rolul tigrului în adaptarea de televiziune Kung Fu Panda: Legendele de minune ; seria a avut premiera în 2011 și a parcurs peste patru sezoane.  În anul 2012, ea a avut rolul principal al lui Allie Underhill în seria de acțiune Kaijudo , care a cuprins 52 de episoade  și a preluat roluri în alte spectacole de desene animate, cum ar fi Gravity Falls , Randy Cunningham: Ninja Grade 9 și Winx Club .  Ea a exprimat-o pe Meg, care a jucat rolul dragostei în filmul Disney Short Paperman, care a fost difuzat înainte de Wreck-It Ralph în teatrele din 2012. Într-un interviu acordat asociației absolvenților școlii ei, ea a spus că i sa cerut să facă acest rol a implicațiilor sale anterioare în Bolt și Tangled . Înregistrarea pentru film a durat aproximativ 30 de minute, în principal de sunete vocale. Short a câștigat un premiu Oscar pentru cel mai bun scurt metraj animat . 
În 2015, ea sa alăturat distribuției Fairy OddParents ca personaj principal Chloe Carmichael în cel de-al zecelea sezon al emisiunii sale. A continuat să-i spună lui Jessica și altor personaje lui Rick și Morty care și-au încheiat al treilea sezon  și au exprimat-o pe Amanda în seria produsă de Butch Hartman Bunsen este o fiară care a difuzat Nickelodeon în februarie 2017.  În iulie 2017, ea și-a exprimat Dorothy Gale în serialul de televiziune animat Dorothy și Wizard of Oz difuzat pe Boomerang. 

## Recunoaștere
Kari Wahlgren cu Wendee Lee la premiera norvegiană de noroc în Los Angeles
Unele dintre lucrările sale au obținut recunoaștere, premii și nominalizări de la site-urile care analizează anime și animație. Mania.com a scris că performanța lui Wahlgren ca personaj direct Kagami Hiiragi în Lucky Star a fost perfecțiunea absolută sarcastică și ia numit-o pe cea mai bună actriță pentru anul trecut în premiile Anime Dubbies.  Theron Martin îi plăcea lui Celty Sturluson , un personaj dullahan fără cap în Durarara ! care utilizează mai ales limbajul corpului și cuvintele tipizate. În premiile sale pentru sfârșitul anului 2011, a selectat Wahlgren cea mai bună interpretare engleză dub - Femeie. 
Pe site-ul Behind Actors Voice, ea a fost selectată de către personal ca actrita voce a anului 2012  și a fost nominalizată pentru 2011  și 2013.  A primit nominalizări în alte categorii: Cel mai bun feminin Conducător de voce plumb într-un titlu de anime pentru Celty în Durarara ! in 2011,  Cea mai bună actrița de sex feminin de performanță vocală într-o serie de televiziune - Actiune / dramă pentru Allie Underhill în Kaijudo în 2012, cea mai bună performanță de sex feminin vocal într-o serie de televiziune - Comedie / Muzical pentru tigru în Kung Fu Panda: Legend of Awesomeness în anul 2012,  Cea mai bună performanță de sex feminin de conducere vocală într-un serial de televiziune Anime / OVA pentru Sabre în soarta / zero ,  Cel mai bun feminin sprijinirea performanței vocale într-un film Anime / speciale pentru Karina Lyle / Blue Rose în Tiger & Bunny: Începând din 2013,  Cel mai bun spectacol de sex feminin vocal într-o serie de televiziune într-un rol de oaspete - Acțiune / Dramă pentru Letta Turmond în Star Wars: Clone Wars și cea mai bună performanță feminină vocală într-un joc video într- pentru Courtney Collins în Metal Gear Rising: Revengeance .

## Filmografie
- Neverland (2003)
- Steamboy (2004)
- Shrek al treilea (2007)
- Bolt (2008)
- Aliens in the Attic (2009)
- Paperman (2012)
- Avioane: Echipa de intervenții (2014)
- Clopoțica și Zâna Pirat  (2014)
- Legile Universului Partea 0 (2015)
- The Nut Job 2: Nutty by Nature (2017)